# موزه جانورشناسی آمستردام
موزه جانورشناسی آمستردام (به انگلیسی: Zoological Museum Amsterdam) یک موزه تاریخ طبیعی در آمستردام بود. این موزه، بخشی از دانشگاه آمستردام بود.
این موزه، یکی از دو موزه بزرگ تاریخ طبیعی هلند بود. کل موزه شامل تقریباً ۱۳ میلیون شی بود و عمدتاً برای اهداف علمی مورد استفاده قرار می‌گرفت. این موزه به سه بخش مهره‌داران، بی‌مهرگان و حشره‌شناسی تقسیم می‌شد.